# Msindo
Msindo è una circoscrizione rurale (rural ward) della Tanzania situata nel distretto di Same, regione del Kilimangiaro. Conta una popolazione di 6 495 abitanti (censimento 2012).